# Jan Kanty Fibich
Jan Kanty Fibich (ur. 20 października 1872 w Krakowie, zm. 29 maja 1906 w Monte Carlo) – polski oficer, sportowiec, przedsiębiorca.

## Życiorys
Był oficerem zawodowym C. K. Armii. Był żołnierzem pułku ułanów we Lwowie. Został mianowany kadetem w kawalerii ze starszeństwem z 1 września 1892. W tym czasie służył w szeregach 12 pułku ułanów w Esseg. Następnie został awansowany na stopień porucznika ze starszeństwem z 1 listopada 1894 i od tego roku w kolejnych latach służył w 3 pułku ułanów (stacjonującym w Łańcucie, od 1895 przeniesiony do Gródka), a w 1896 był urlopowany.
Uczestniczył wielokrotnie w zawodach jeździeckich. Na początku września 1897 startując w stopniu porucznika wygrał gonitwę „September Steeple Chase” na torze Freudenau w Wiedniu. Był znanym sportsmenem w Galicji. Po wystąpieniu z armii zajął się sportem automobilowym, był posiadaczem jednego z pierwszych w swoim rodzaju pojazdów we Lwowie, którym rozwijał nieosiągalne wówczas prędkości w tym rejonie. Po zakupieniu pojazdu marki Fiat, zdolnym rozwinąć prędkość do 80 km/h, w dniu 26 września 1904 odbywał próbną jazdę na trasie między Jasłem a Krosnem; maszyna kierowana przez Włocha z kilkoma pasażerami na pokładzie, w tym Fibichem, dokonała śmiertelnego przejechania mężczyzny w miejscowości Potok.
Po swojej babce, Straszewskiej, odziedziczył majątek w miejscowości Lipniki, w tym rafinerię nafty „Fibich-Straszewska”. Był znany z rozrzutnego i swawolnego trybu życia. Niechętny do uprawiania roli i prowadzenia przedsiębiorstwa odstąpił odziedziczony majątek swojej siostrze, Byszewskiej. Część zyskanej gotówki przeznaczył na kupno terenów naftowych w Borysławiu. Po ojcu odziedziczył udział w rafinerii „Fibich-Stawiarski”, który także zbył celem uzyskania gotówki.
12 września 1905 poślubił Kazimierę Helenę hrabinę Starzeńską (ur. 1883), córkę hr. Edwarda Starzeńskiego.
W 1906 udał się do Monte Carlo z resztką pieniędzy, które także roztrwonił, po czym popełnił samobójstwo.